# العلاقات البيروية الرومانية
العلاقات البيروفية الرومانية هي العلاقات الثنائية التي تجمع بين بيرو ورومانيا.

## مقارنة بين البلدين
هذه مقارنة عامة ومرجعية للدولتين:
| وجه المقارنة                                              | بيرو                                   | رومانيا                                                                               |
| --------------------------------------------------------- | -------------------------------------- | ------------------------------------------------------------------------------------- |
| المساحة (كم2)                                             | 1.29 مليون                             | 238.40 ألف                                                                            |
| عدد السكان (نسمة)                                         | 32.16 مليون                            | 19.59 مليون                                                                           |
| الكثافة السكانية (ن./كم²)                                 | 24.93                                  | 82.17                                                                                 |
| العاصمة                                                   | ليما                                   | بوخارست                                                                               |
| اللغة الرسمية                                             | اللغة الإسبانية، اللغة الأيمرية، كتشوا | اللغة الرومانية                                                                       |
| العملة                                                    | سول بيروفي جديد                        | ليو روماني                                                                            |
| الناتج المحلي الإجمالي (بليون دولار)                      | 211.39 مليار                           | 211.80 مليار                                                                          |
| الناتج المحلي الإجمالي (تعادل القوة الشرائية) بليون دولار | 393.13 مليار                           | 465.56 مليار                                                                          |
| الناتج المحلي الإجمالي الاسمي للفرد دولار أمريكي          | 6.03 ألف                               | 9.47 ألف                                                                              |
| الناتج المحلي الإجمالي للفرد دولار أمريكي                 | 11.99 ألف                              | 23.63 ألف                                                                             |
| مؤشر التنمية البشرية                                      | 0.740                                  | 0.793                                                                                 |
| رمز المكالمات الدولي                                      | +51                                    | +40                                                                                   |
| رمز الإنترنت                                              | .pe                                    | .ro                                                                                   |
| المنطقة الزمنية                                           | توقيت بيرو، 00                         | ت ع م+02:00، ت ع م+03:00، أوروبا/بوخارست ‏، توقيت شرق أوروبا، توقيت شرق أوروبا الصيفي ‏ |

## مدن متوأمة
في ما يلي قائمة باتفاقيات التوأمة بين مدن بيروفية ورومانية:
- ترتبط تروخيو مع تيميشوارا باتفاقية توأمة.

## منظمات دولية مشتركة
يشترك البلدان في عضوية مجموعة من المنظمات الدولية، منها:
| علم المنظمة | اسم المنظمة                               | تاريخ انضمام بيرو | تاريخ انضمام رومانيا |
| ----------- | ----------------------------------------- | ----------------- | -------------------- |
|             | مؤسسة التنمية الدولية                     | 30 أغسطس 1961     | 12 أبريل 2014        |
|             | المنظمة الهيدروغرافية الدولية             | ?                 | ?                    |
|             | مؤسسة التمويل الدولية                     | 20 يوليو 1956     | 23 سبتمبر 1990       |
|             | منظمة حظر الأسلحة الكيميائية              | ?                 | ?                    |
|             | يونسكو                                    | 21 نوفمبر 1946    | 27 يوليو 1956        |
|             | الأمم المتحدة                             | 31 أكتوبر 1945    | 14 ديسمبر 1955       |
|             | الاتحاد الدولي للاتصالات                  | 12 يوليو 1915     | 9 فبراير 1866        |
|             | منظمة الشرطة الجنائية الدولية             | ?                 | ?                    |
|             | البنك الدولي للإنشاء والتعمير             | 31 ديسمبر 1945    | 15 ديسمبر 1972       |
|             | الاتحاد البريدي العالمي                   | ?                 | ?                    |
|             | المركز الدولي لتسوية المنازعات الاستشارية | 8 سبتمبر 1993     | 12 أكتوبر 1975       |
|             | وكالة ضمان الاستثمار متعدد الأطراف        | 2 ديسمبر 1991     | 10 سبتمبر 1992       |
|             | منظمة التجارة العالمية                    | ?                 | 1995                 |
|             | الفريق المعني برصد الأرض                  | ?                 | ?                    |

## وصلات خارجية
- موقع وزارة الخارجية البيروفية
- موقع وزارة الخارجية الرومانية